# بلیژنی ساخالین
بلیژنی ساخالین (به لاتین: Blizhny Sakhalin) یک منطقهٔ مسکونی در روسیه است که در استان آمور واقع شده‌است.